# جمال عبد الحميد (مخرج)
جمال عبد الحميد (1 يناير 1951 - القاهرة، مصر) مخرج ومونتير مصري. ويعد من أبرز مخرجي الدراما التليفزيونية في العقود الأخيرة ويعتبر من بين من أهم المخرجين المصريين الذين قدموا أعمال تلفزيونية تميزت بالطابع الذي يعاصر فيه البيئة المصرية، حيث قدم العديد من الأعمال من بينها (أرابيسك، زيزينيا، حلم الجنوبي، علي بابا والأربعين حرامي ضمن سلسلة ألف ليلة وليلة)، كما قدم فوازير رمضان مع الفنانة نيللي في فوازير (عالم ورق ورق ورق)، وفوازير أخرى مع الفنانة شريهان وكانت بعنوان (حاجات ومحتاجات).

## مشواره الفني
قبل عمله في إخراج المسلسلات التلفزيونية، عمل كمونتير في بداية حياته الفنية حيث قام بالعمل كمونتير لمسلسل «عيون عام 1980» كذلك قام بالإخراج المسرحي لمسرحيات «أنا والحكومة، آه يا غجر، جوازة طليانى». وإلى جانب الإخراج والمونتاج الذي عمل به، قام أيضا بالتمثيل والتأليف لبعض الأعمال الفنية، حيث قام بالتمثيل في بداية حياته من خلال مسلسلات «الكعبة المشرفة، الأزهر الشريف منارة الإسلام»، كما قام بتجسيد شخصية يوسف بك وهبى في أحداث مسلسل العندليب وشخصية (محمد السمني) في مسلسل ريا وسكينة الذي قام بإخراجهم، أما في مجال التأليف فهو مؤلف مسلسل «الركين» الذي قام بإخراجه أيضا إلى جانب قيامه بكتابة سيناريو وحوار مسلسل «شمس الأنصارى» ومعالجة السيناريو والحوار لمسلسل «حدف البحر».

## أعماله
| اسم المسلسل                         | سنة الإنتاج | الوظيفة            |
| ----------------------------------- | ----------- | ------------------ |
| زيزينيا 1: الولي والخواجة           | 1997        | مخرج               |
| ريا وسكينة                          | 2005        | مخرج وممثل         |
| حلم الجنوبي                         | 1997        | مخرج               |
| زيزينيا 2: الليل والفنار            | 2000        | مخرج               |
| لقمة القاضي                         | 1996        | مخرج               |
| العندليب: حكاية شعب                 | 2006        | مخرج وممثل         |
| الشوارع الخلفية                     | 2011        | مخرج               |
| حدف بحر                             | 2009        | مخرج               |
| الركين                              | 2013        | مخرج ومؤلف         |
| شمس الأنصاري                        | 2012        | مخرج وكاتب سيناريو |
| جسر الخطر(مسلسل)                    | 1999        | مخرج العمل         |
| ارابيسك ( ايام حسن النعماني (مسلسل) | 1994        | مخرج العمل         |

| اسم العمل      | بطولة  | سنة الإنتاج | الوظيفة |
| -------------- | ------ | ----------- | ------- |
| حاجات ومحتاجات | شريهان | 1993        | مخرج    |
| عالم ورق...ورق | نيللي  | 1990        | مخرج    |